# James Small
James Terence Small (Città del Capo, 10 febbraio 1969 – Johannesburg, 10 luglio 2019) fu un rugbista a 15 sudafricano, in carriera attivo nel ruolo di tre quarti ala, campione del mondo 1995 con gli Springbok.

## Biografia
Cresciuto nei Natal Sharks, esordì in nazionale sudafricana nel 1992 a Johannesburg contro la Nuova Zelanda; un anno più tardi, a Brisbane contro l'Australia, si aggiudicò il record negativo di primo Springbok a subìre un'espulsione, nella fattispecie per insulti all'arbitro inglese Ed Morrison.
Prese parte con 4 incontri alla vittoriosa Coppa del Mondo di rugby 1995 e in quello stesso anno si aggiudicò anche la Currie Cup con i Natal Sharks, per i quali divenne professionista l'anno successivo in Super Rugby.
Nel 1997 si trasferì a Città del Capo al Western Province e alla sua relativa franchise, gli Stormers, e l'anno successivo fu ai Cats, formazione del Transvaal.
Nel 1999, dopo 12 anni di rugby di club, mise fine all'attività sportiva a soli 30 anni.
Dopo il ritiro avviò un'attività commerciale di ristorazione, il Café Caprice a Città del Capo.
Il 10 luglio 2019 Small fu colpito da un infarto del miocardio che ne provocò la morte a cinquant'anni compiuti cinque mesi prima.

## Palmarès
- Coppe del mondo: 1
Sudafrica: 1995
- Currie Cup: 1
Natal Sharks: 1995